# Бургспонгайм
Бургспонгайм (нім. Burgsponheim) — громада в Німеччині, розташована в землі Рейнланд-Пфальц. Входить до складу району Бад-Кройцнах. Складова частина об'єднання громад Рюдесгайм.
Площа — 1,10 км2. Населення становить 235 ос. (станом на 31 грудня 2020).

## Галерея

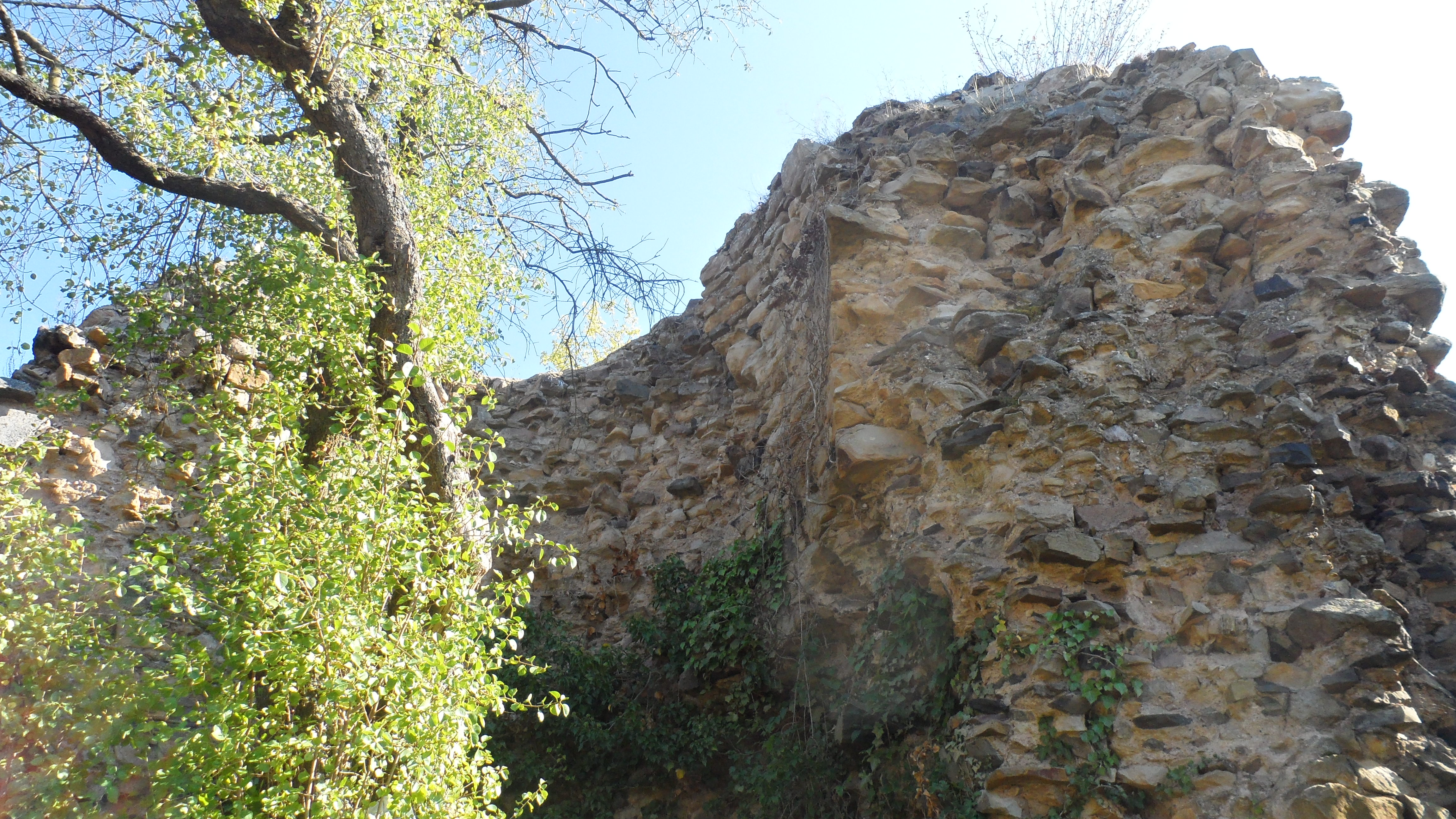
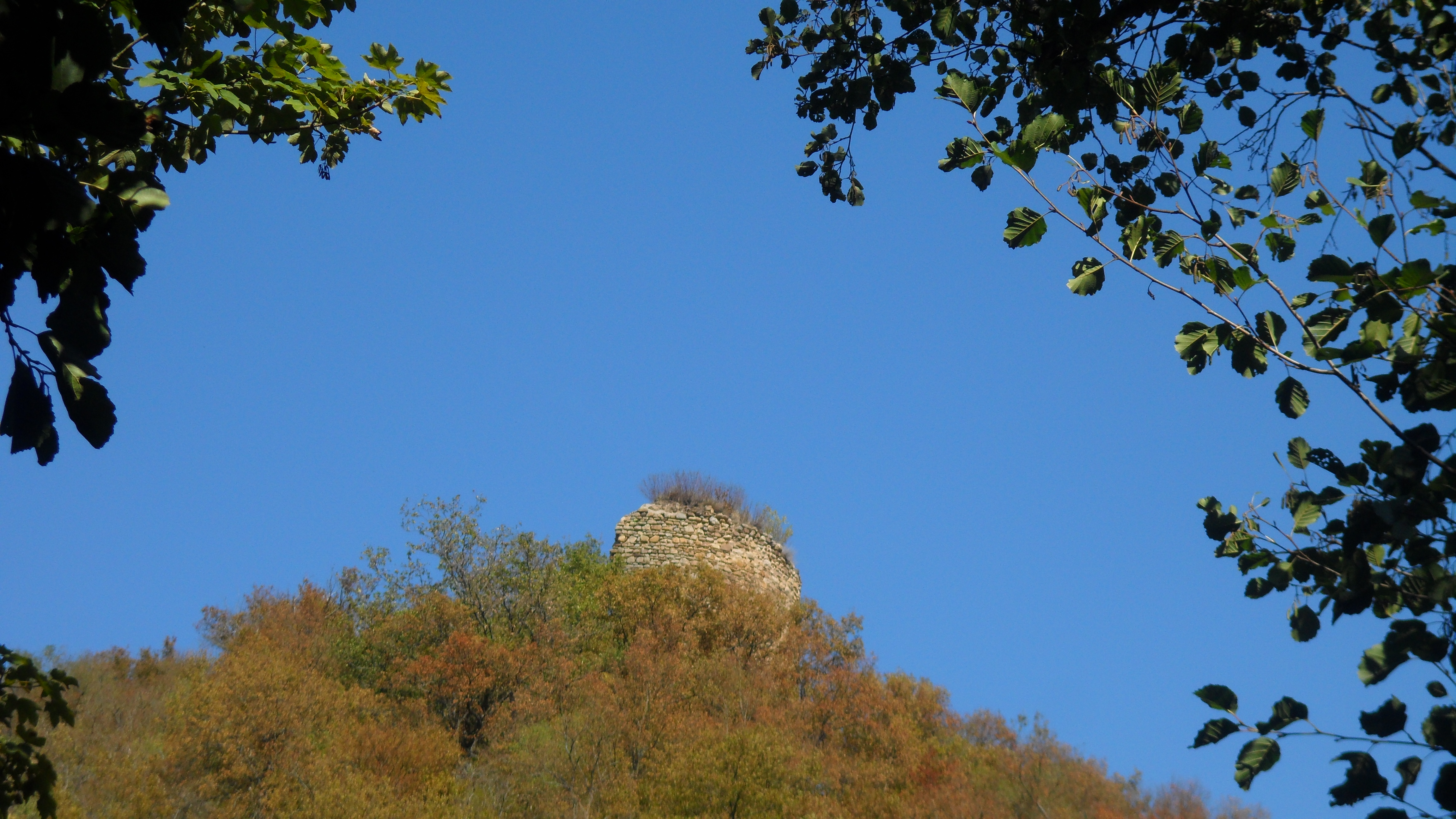